# Dajabón (Stadt)

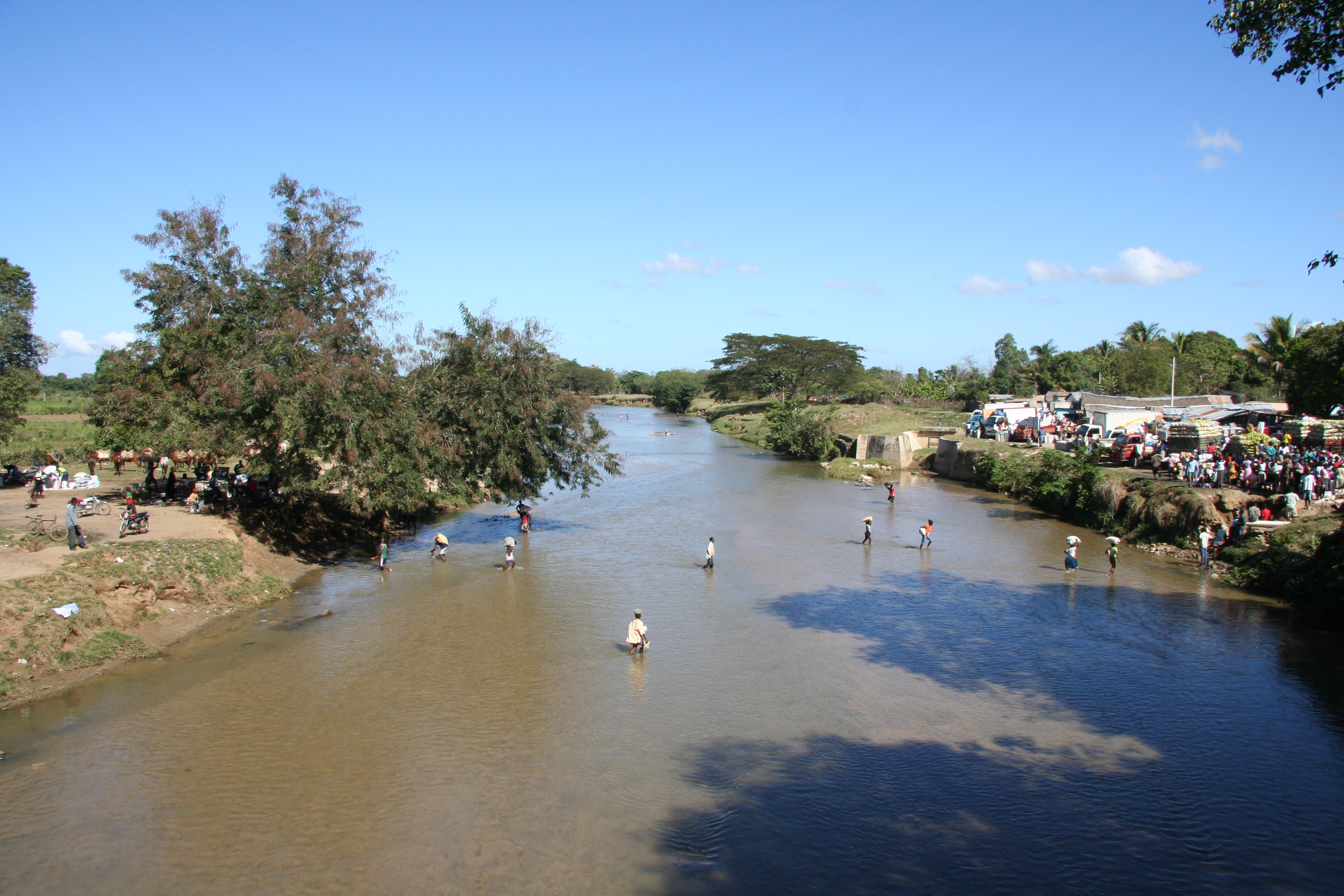
Grenzfluss Dajabón

Dajabón Ist die Hauptstadt der gleichnamigen Provinz Dajabón im Norden der Dominikanischen Republik. Sie liegt direkt an der Grenze zu Haiti und deren Grenzstadt Ouanaminthe, nördlich der Zentralkordillere. Die Grenze bildet der Fluss Dajabón, besser bekannt unter dem Namen Río Masacre. Dieser Name erinnert an das Parsley Massacre von 1937, bei dem um die 30.000 Haitianer im Auftrag des Diktators Trujillo umgebracht wurden.
Die Einwohnerzahl der Gemeinde liegt bei 28.071 Einwohnern, die Gemeindefläche beträgt 261,0 km²; das ergibt eine Bevölkerungsdichte von 108 Einwohnern pro Quadratkilometer. Die entsprechenden Daten für die Stadt selbst lauten: 25.245 Einwohner, 220,8 km², 114 Einw./km².
Die Stadt war ursprünglich zwischen 1771 und 1776 gegründet worden, aber schon bald während des Unabhängigkeitskrieges (1791–1804) wieder verlassen worden. Erst 1865, kurz nach dem Restaurationskrieg wurde sie wieder besiedelt.
Montags und freitags ist die Stadt Marktplatz für die Haitianer, die nur an diesen beiden Tagen die Grenze frei überqueren dürfen. Früh am Morgen sind tausende von Haitianern auf dem Markt. Angeboten werden landwirtschaftliche Produkte, vor allem Bananen, aber auch Textilien und Haushaltsgüter. Große Lasten werden auf dem Kopf oder mit Schubkarren angeliefert. An jedem Markttag kommen 30.000 Besucher an die Stände der 3000 Händler.

## Bildergalerie

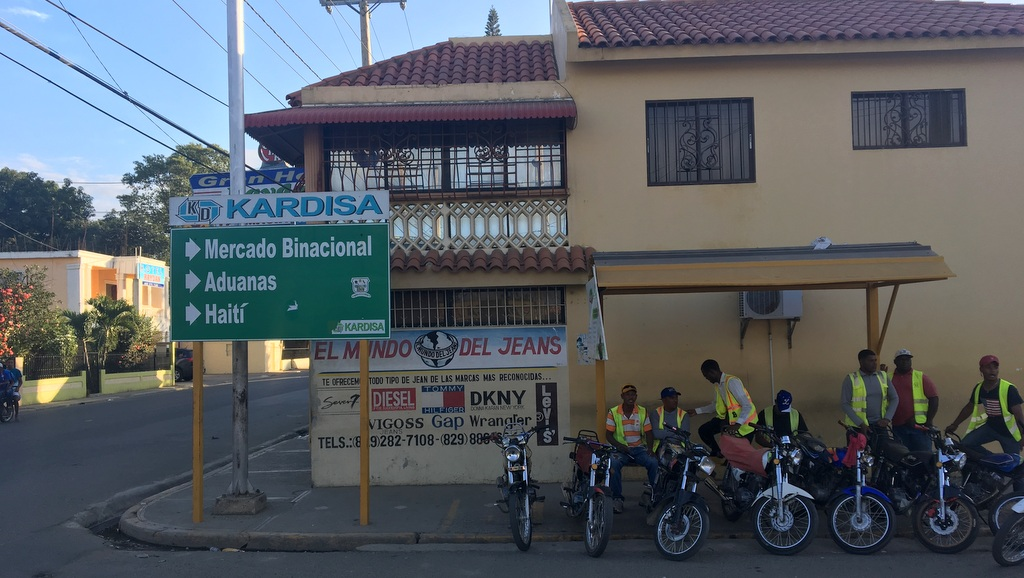
Schild nach Haiti
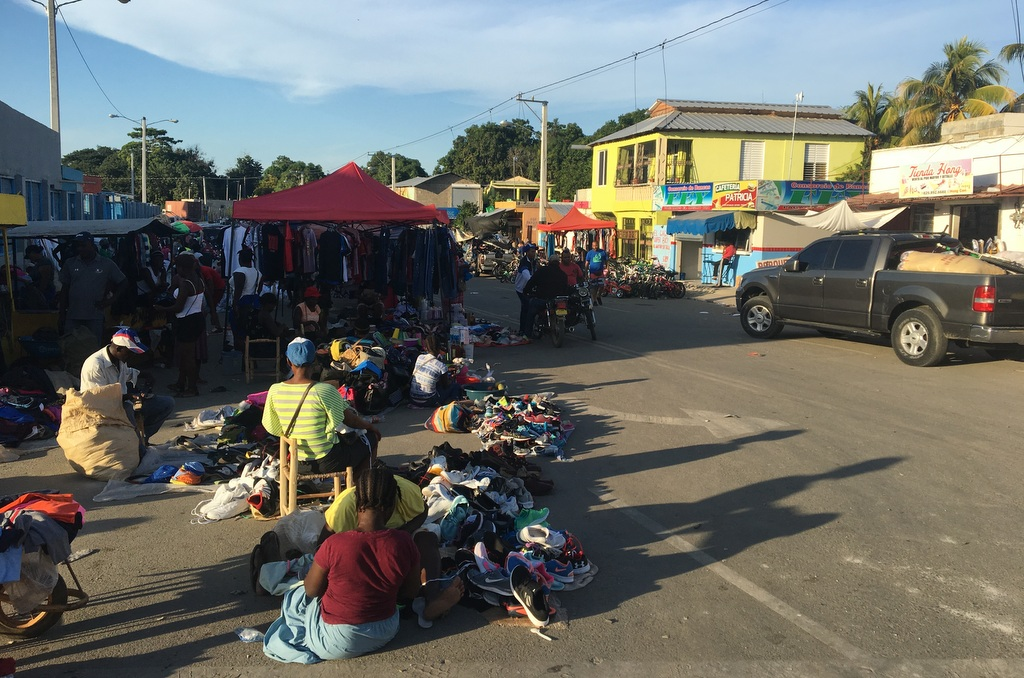
Alltag in Dajabón
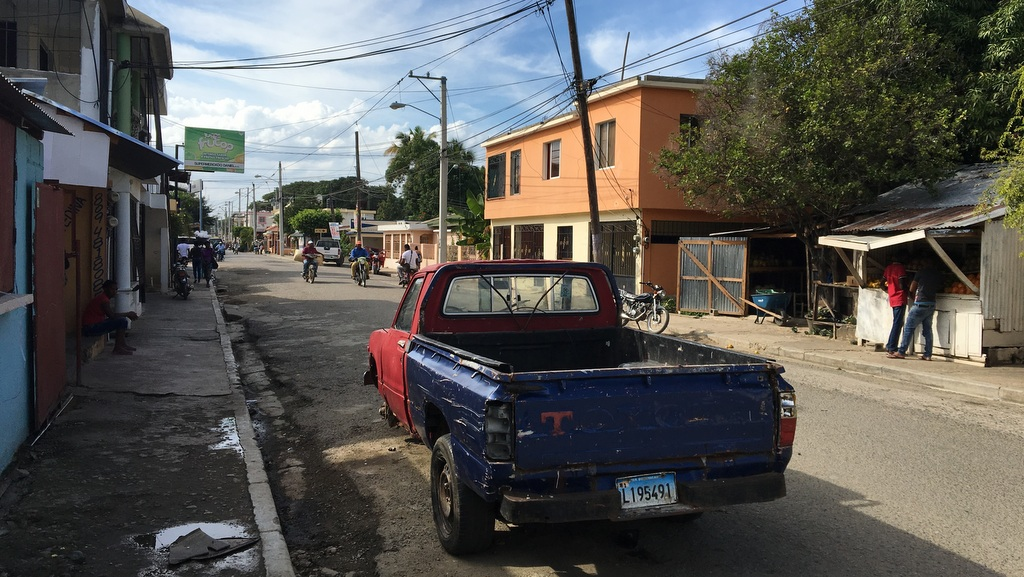
Straßenszene in Dajabón
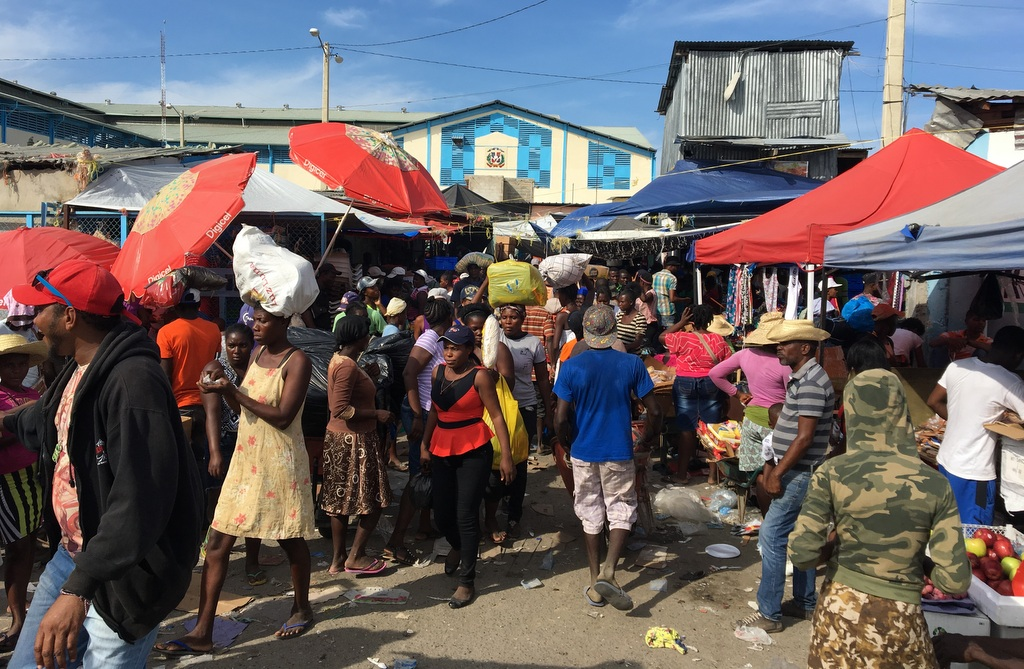
Marktszene in Dajabón
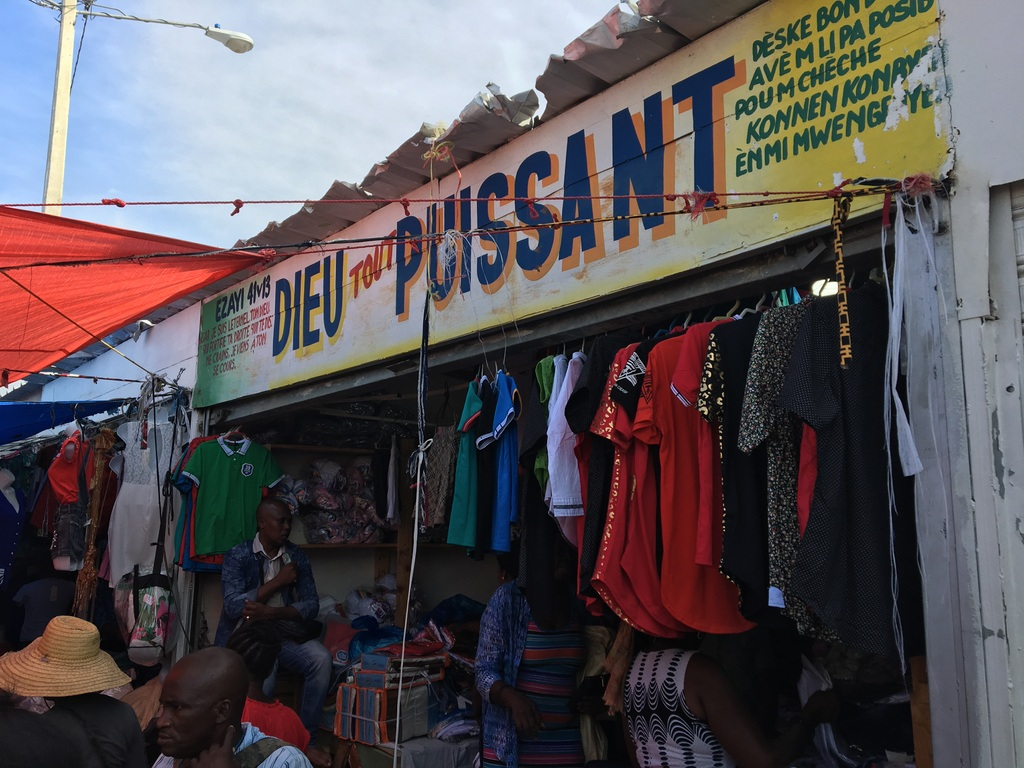
Haitianischer Markt in Dajabón
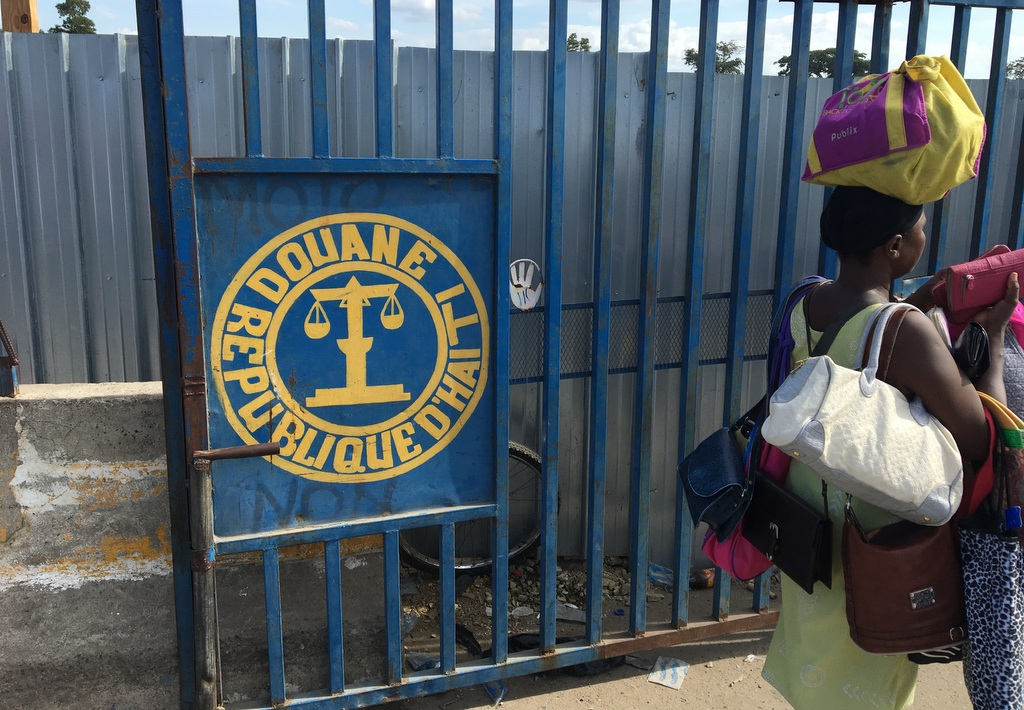
Grenztor Haiti-Dominik. Rep.
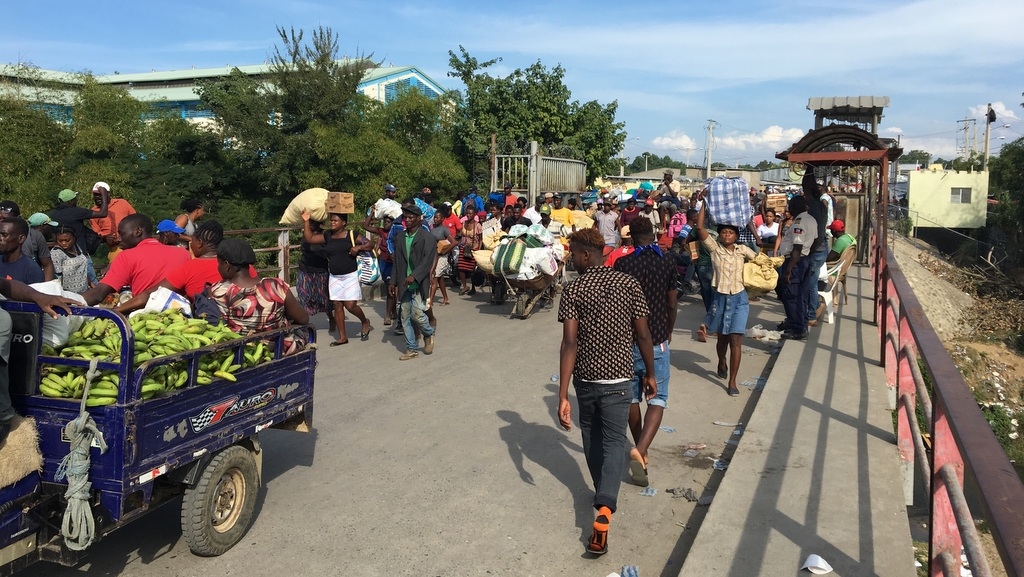
Grenzbrücke über den Rio Masacre